# Argosy Egyetem
Az Argosy Egyetem az Education Management Corporation, később pedig a Dream Center üzemeltetésében álló magánintézményi hálózat volt az Amerikai Egyesült Államokban.
Az oktatási minisztérium 2019. február 27-én bejelentette, hogy megvonják az intézmények szövetségi támogatását. Március 8-án minden campus bezárt.

## Története

### Megalapítása
Az egyetem három intézmény (Amerikai Szakpszichológiai Intézet, Minnesotai Orvosi Intézet és Sarasotai Egyetem) összevonásával jött létre. Az Amerikai Szakpszichológiai Intézetet alapító Michael Markovitz 1976-ban az Argosy Oktatási Csoport elnöke lett. A Sarasotai Egyetem 1992-ben, a Minnesotai Orvosi Intézet pedig 1998-ban került a csoport tulajdonába.

### Az Education Management Corporation tulajdonában
2001 júliusában az Education Management Corporation megvásárolta a csoportot, két hónappal később pedig az intézményhálózatot Argosy Egyetemre nevezte át.
2009-ben a texasi campus hallgatói csoportos pert indítottak az iskola ellen, mert szerintük félretájékoztatták őket az akkreditációval kapcsolatban. A kereset benyújtásakor az intézmény nem rendelkezett az Amerikai Pszichológiai Társaság jóváhagyásával; szerintük a törvények értelmében a szervezet akkreditációja nem szükséges a diplomák kiadásához. Az egyetem visszautasította a csalás vádját, mert szerintük az akkreditáció folyamatban van. Az év decemberében az Education Management Corporationt 3,3 millió dollár kártérítés megfizetésére kötelezték, azonban a felelősségüket nem ismerték el.
2010 májusában az egyetem szerepelt a PBS Frontline című műsorában. Egy későbbi kormányzati jelentés szerint az iskola toborzói „megkérdőjelezhető állításokat” tettek. Mike Enzi szenátor szerint ezzel a jelentés értelme megváltozott, de ezt a kormányhivatal vezetője cáfolta. 2011-ben a floridai államügyész vizsgálatot folytatott az intézmény ellen.
2015 májusában bejelentették, hogy az egyetem részét képező Szilícium-völgyi Művészeti Intézetet bezárják. A fogyasztóvédelmi törvénnyel összhangban novemberben elengedték a diákok összesen százmillió dollárnyi tartozását. 2016-tól a seattle-i campus új hallgatókat nem vett fel.

### Megszűnése
2017 márciusában közölték, hogy az intézményhálózatot eladják a pünkösdista Dream Centernek; a döntés részleteit a törvényhozás vizsgálta. A tranzakció novemberben zárult le; az Education Management Corporation szerint a továbbiakban az 50 megszűnő intézmény bezárását fogják véghez vinni.
2019-ben az USA Today szerint az intézmények csődeljárás alatt álltak, akkreditációjuk pedig veszélybe került. Marc Dottore felszámolóbiztos szerint a tandíjakat a Dream Center iskoláinak kezelésével megbízott Studio Enterprise szedi be, azonban szolgáltatásokat nem nyújtanak. A The Washington Post szerint a szövetségi programokból való kizárás felér az iskolák „halálos ítéletével”. Marc Dottore február 7-én az oktatási minisztériumtól 13 millió dollárt igényelt a dél-kaliforniai campus hallgatói ösztöndíjainak rendezésére.
Az Arizona Republic és az Inside Higher Ed szerint az intézményhálózat több mint kilencmillió dollár hallgatói támogatással nem tud elszámolni. Miután 13 millió dollárnyi ösztöndíjat az egyéb költségek rendezésére használtak fel, az intézmények szövetségi támogatását megvonták.
2019 február közepén a hawaii campus hallgatóit figyelmeztették, hogy az iskola hamarosan bezárhat. Március 8-án minden telephely megszűnt, a hallgatókat más intézmények vették át. Az egykori munkatársak végkielégítését nem fizették ki.

## Fordítás
- Ez a szócikk részben vagy egészben  az   Argosy University című angol Wikipédia-szócikk ezen változatának fordításán alapul.  Az eredeti cikk szerkesztőit annak laptörténete sorolja fel. Ez a jelzés csupán a megfogalmazás eredetét és a szerzői jogokat jelzi, nem szolgál a cikkben szereplő információk forrásmegjelöléseként.